# Гулд (Арканзас)
Гулд (англ. Gould, Arkansas) — город, расположенный в округе Линкольн (штат Арканзас, США) с населением в 1305 человек по статистическим данным переписи 2000 года.

## География
По данным Бюро переписи населения США город Гулд имеет общую площадь в 3,88 квадратных километров, водных ресурсов в черте населённого пункта не имеется.
Гулд расположен на высоте 50 метров над уровнем моря.

## Демография
По данным переписи населения 2000 года в Гулде проживало 1305 человек, 340 семей, насчитывалось 498 домашних хозяйств и 602 жилых дома. Средняя плотность населения составляла около 326,3 человек на один квадратный километр. Расовый состав Гулда по данным переписи распределился следующим образом: 20,23 % белых, 78,01 % — чёрных или афроамериканцев, 0,38 % — коренных американцев, 0,08 % — азиатов, 0,54 % — представителей смешанных рас, 0,77 % — других народностей. Испаноговорящие составили 1,07 % от всех жителей города.
Из 498 домашних хозяйств в 32,5 % — воспитывали детей в возрасте до 18 лет, 30,9 % представляли собой совместно проживающие супружеские пары, в 32,3 % семей женщины проживали без мужей, 31,7 % не имели семей. 28,3 % от общего числа семей на момент переписи жили самостоятельно, при этом 15,1 % составили одинокие пожилые люди в возрасте 65 лет и старше. Средний размер домашнего хозяйства составил 2,61 человек, а средний размер семьи — 3,17 человек.
Население города по возрастному диапазону по данным переписи 2000 года распределилось следующим образом: 31,9 % — жители младше 18 лет, 10,1 % — между 18 и 24 годами, 22,2 % — от 25 до 44 лет, 20,3 % — от 45 до 64 лет и 15,5 % — в возрасте 65 лет и старше. Средний возраст жителей составил 32 года. На каждые 100 женщин в Гулде приходилось 79,0 мужчин, при этом на каждые сто женщин 18 лет и старше приходилось 70,6 мужчин также старше 18 лет.
Средний доход на одно домашнее хозяйство в городе составил 19 031 доллар США, а средний доход на одну семью — 24 028 долларов. При этом мужчины имели средний доход в 25 833 доллара США в год против 18 583 доллара среднегодового дохода у женщин. Доход на душу населения в городе составил 11 881 доллар в год. 28,0 % от всего числа семей в населённом пункте и 35,3 % от всей численности населения находилось на момент переписи населения за чертой бедности, при этом 42,9 % из них были моложе 18 лет и 33,6 % — в возрасте 65 лет и старше.